# Burn Something Beautiful
Burn Something Beautiful je třinácté sólové studiové album amerického hudebníka Alejandra Escoveda. Vydáno bylo 28. října 2016 společností Fantasy Records. Deska byla nahrávna v dubnu 2016 v Portlandu. Producenty alba byli Peter Buck a Scott McCaughey. Ti jsou rovněž spolu s Escovedem autory písní. Dále se na albu podíleli kytarista Kurt Bloch, bubeník John Moen, saxofonista Steve Berlin a zpěváci Corin Tucker a Kelly Hogan. První píseň z alba „Heartbeat Smile“ byla představena již v polovině září 2016.

## Seznam skladeb
1. „Heartbeat Smile“
2. „Luna De Miel“
3. „Sunday Morning Feeling“
4. „Horizontal“
5. „Farewell to the Good Times“
6. „Suit of Lights“
7. „Redemption Blues“
8. „Beauty of Your Smile“
9. „Johnny Volume“
10. „Shave the Cat“
11. „End Times Are Coming“
12. „I Don't Want to Play Guitar Anymore“
13. „Beauty and the Buzz“
14. „Thought I'd Let You Know“